# Inga Landgré
Inga Linnéa Landgré, en tid Jönsson, ursprungligen Lundgren, född 6 augusti 1927 i S:t Görans församling i Stockholm, död 31 juli 2023 i Norberg, Västmanlands län, var en svensk skådespelare.

## Biografi
Inga Landgré genomgick utbildning vid Calle Flygare Teaterskola och gjorde sin scendebut 1943 på Blancheteatern som Anja i Körbärsträdgården. Samtidigt fick hon sina första filmroller. Hon var engagerad vid Upsala Stadsteater, Norrköpings stadsteater, Riksteatern, Västernorrlands regionteater, Unga Klara och Dramaten. Största delen av sitt liv var Landgré anställd på Stockholms stadsteater.

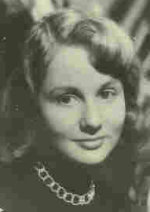
Inga Landgré 1950.

Under 1940-talet fick hon oftast gestalta oskuldsfulla och romantiska unga kvinnor, som till exempel i Pengar (1946) och Ingmar Bergmans debutfilm Kris (1946). Med tiden och åldern fick Landgré spela mer mogna kvinnogestalter. Hon menade själv att rollen i Bergmans Kvinnodröm (1955) var hennes första verkliga vuxenroll. Fortsättningen på rollen går att se i hennes tolkning som riddarens hustru i Det sjunde inseglet (1957). Hon hyllades för sin teaterroll som Ingrid i Sara Lidmans Job Klockmakares dotter (1957).
På 2000-talet medverkade hon i film- och TV-produktioner som Carin Mannheimers tv-drama Solbacken: Avd. E (2003), Nina Frisk (2007) och gjorde en mindre roll i The Girl with the Dragon Tattoo (2011).
1972 fick Landgré Teaterförbundets Vilhelm Moberg-stipendium och 1978 fick hon De Wahl-stipendiet. 2008 tilldelades hon den kungliga medaljen Litteris et Artibus. 2012 fick hon Svenska Filminstitutets hedersguldbagge. 2013 tilldelades hon Teaterförbundets guldmedalj för "utomordentlig konstnärlig gärning".
1962 utgav Inga Landgré boken Vinterturné. Inga Landgré var sommarvärd i radioprogrammet Sommar i P1 den 3 augusti 2013.
Inför valet 2014 medverkade Landgré i satirserien Valobservatören i P4; bland annat hördes hon som sistagångsväljare. I januari 2018 var Landgré en av prisutdelarna av guldbaggen för årets film på Guldbaggegalan tillsammans med Anita Wall och Lena Söderblom.
I oktober 2020 samt i juli 2021 visades dokumentären Om Inga i SVT, där Fanny Risberg tar Inga Landgré med på en resa till Grekland. Risberg är dotter till Landgrés svärson.

## Privatliv
Inga Landgré var 1949–1959 gift med Nils Poppe, då folkbokförd som Jönsson, med vilken hon fick barnen Anja Landgré och Dan Landgré. Hon var sambo från 1982 med läkaren Roger Björnstjerna (1912–2006).
Inga Landgré är begravd på Sigtuna kyrkogård.

## Filmografi i urval
- 1943 – Ordet
- 1945 – Rosen på Tistelön
- 1946 – Driver dagg faller regn

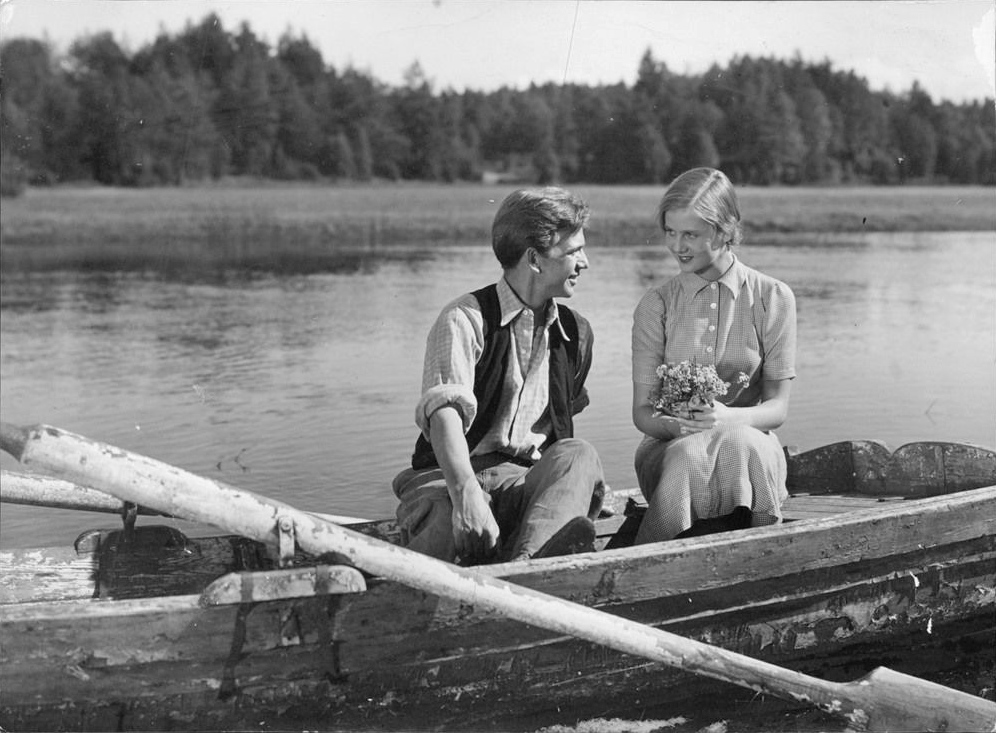
En scen ur debutfilmen Ordet från 1943, med Stig Olin som Anders och 16-åriga Inga Landgré som Ester.

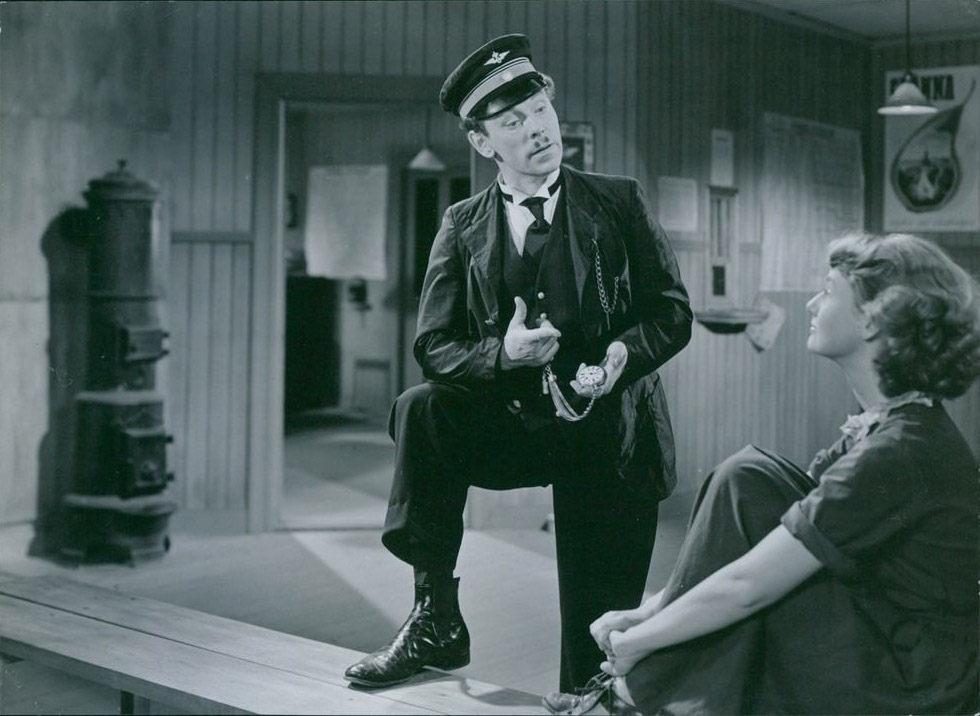
Nils-Poppe och Inga Landgré i filmen Soldat Bom från 1948.

- 1946 – Pengar – en tragikomisk saga
- 1946 – Medan porten var stängd
- 1946 – Ballongen
- 1946 – Kris
- 1947 – Rallare
- 1947 – Maj på Malö
- 1947 – Bröllopsnatten
- 1948 – Eva
- 1948 – Hammarforsens brus
- 1948 – Soldat Bom
- 1949 – Farlig vår
- 1950 – Kvartetten som sprängdes
- 1950 – Medan staden sover
- 1951 – Tull-Bom
- 1952 – Flyg-Bom
- 1953 – Dumbom
- 1953 – Dansa, min docka...
- 1955 – Mord, lilla vän
- 1957 – Det sjunde inseglet
- 1957 – En drömmares vandring
- 1957 – Möten i skymningen
- 1958 – Lek på regnbågen
- 1958 – Nära livet
- 1958 – Vi på Väddö
- 1963 – Det är hos mig han har varit
- 1967 – Hugo och Josefin
- 1968 – Korridoren
- 1971 – Familjen Ekbladh (TV-serie)
- 1976 – De lyckligt lottade (TV-serie)
- 1976 – Långt borta och nära
- 1977 – Bussen
- 1977 – Paradistorg
- 1985 – Rädda Joppe – död eller levande (TV-serie)
- 1986 – Amorosa
- 1986 – Bröderna Mozart
- 1986 – Ester – om John Bauers hustru
- 1991 – Den goda viljan (TV-serie)
- 1992 – Kejsarn av Portugallien
- 1996 – Skuggornas hus (TV-serie)
- 1997 – Skärgårdsdoktorn (TV-serie)
- 1997 – Larmar och gör sig till (TV-teater)
- 1998 – Glöm inte mamma! (TV-serie)
- 1999 – Dödlig drift
- 2003 – Paradiset
- 2003 – Tur & retur
- 2003 – Solbacken: Avd. E (TV-serie)
- 2006 – Möbelhandlarens dotter (TV-serie)
- 2007 – Nina Frisk
- 2008 – Gud, lukt och henne
- 2009 – Emellan (kortfilm)
- 2011 – The Girl with the Dragon Tattoo
- 2013 – Tyskungen
- 2013 – Kung Liljekonvalje av dungen
- 2013 – Lamento
- 2013 – Äkta människor (TV-serie)
- 2015 – En underbar jävla jul
- 2016 – Syrror (TV-serie)
- 2017 – Grotescos sju underverk (TV-serie)
- 2019 – Kungen av Atlantis

## Teater

### Roller
| År   | Roll                       | Produktion                                                                   | Regi                  | Teater                           |
| ---- | -------------------------- | ---------------------------------------------------------------------------- | --------------------- | -------------------------------- |
| 1944 | Anja                       | Körsbärsträdgården Anton Tjechov                                             | Harry Roeck-Hansen    | Blancheteatern                   |
| 1948 | Ann Tower                  | Jane W. Somerset Maugham                                                     | Ernst Eklund          | Vasateatern Även turné           |
| 1954 | Agnes                      | Popperetten Bom Adolf Schütz, Paul Baudisch, Jules Sylvain och Gösta Rybrant | Nils Poppe            | Vasateatern                      |
| 1957 | Fästmön                    | Domaren Vilhelm Moberg                                                       | Per-Axel Branner      | Intiman                          |
| 1961 |                            | Den farliga vänskapen Pierre de Marivaux                                     | Frank Sundström       | Uppsala stadsteater              |
| 1961 |                            | Balkongen Jean Genet                                                         | Frank Sundström       | Uppsala stadsteater              |
| 1963 | Celia                      | Som ni behagar William Shakespeare                                           | Frank Sundström       | Uppsala stadsteater              |
| 1963 | Laura                      | Hus med dubbel ingång Pedro Calderón de la Barca                             | Tore Karte            | Fredriksdalsteatern              |
| 1965 | Angustias                  | Bernardas hus Federico García Lorca                                          | Lars-Levi Læstadius   | Norrköping-Linköping stadsteater |
| 1965 | Hjälpsamma damen           | Huset Werner Aspenström                                                      | Sture Ericson         | Norrköping-Linköping stadsteater |
| 1966 |                            | Människan — detta underliga djur Gabriel Arout                               | Bertil Norström       | Norrköping-Linköping stadsteater |
| 1966 | Judith Brahms              | De tolv Bengt V. Wall                                                        | Lars Gerhard Norberg  | Norrköping-Linköping stadsteater |
| 1966 | Gertrud Kanning            | Gertrud Hjalmar Söderberg                                                    | John Zacharias        | Norrköping-Linköping stadsteater |
| 1967 | Edna                       | Balansgång Edward Albee                                                      | Lars-Levi Læstadius   | Norrköping-Linköping stadsteater |
| 1967 | Fru Ford                   | Muntra fruarna i Windsor William Shakespeare                                 | Lars Gerhard Norberg  | Norrköping-Linköping stadsteater |
| 1969 | Eugenia                    | Tango Slawomir Mrozek                                                        | Torsten Sjöholm       | Norrköping-Linköping stadsteater |
| 1970 | Lisa                       | Wermlännigarne Fredrik August Dahlgren och Andreas Randel                    | Bertil Norström       | Norrköping-Linköping stadsteater |
| 1970 | Ruth                       | Hoppa — vi har nät Joseph Heller                                             | Torsten Sjöholm       | Norrköping-Linköping stadsteater |
| 1970 | Anna                       | Bättre en tjuv i huset än en fnurra på tråden Dario Fo                       | Torsten Sjöholm       | Norrköping-Linköping stadsteater |
| 1970 | Lisaveta                   | En månad på landet Ivan Turgenev                                             | John Zacharias        | Norrköping-Linköping stadsteater |
| 1970 | Marha                      | Berättelser från Landshut Martin Sperr                                       | Lars Gerhard Norberg  | Norrköping-Linköping stadsteater |
| 1971 |                            | Ostindiefarare Barnteatergruppen vid Göteborgs stadsteater                   | Riber Björkman        | Norrköping-Linköping stadsteater |
| 1971 | Elisabeth                  | Lavendel Walentin Chorell                                                    | Bertil Norström       | Norrköping-Linköping stadsteater |
| 1971 |                            | Rödluvan Jevgenij Sjvarts                                                    | Riber Björkman        | Norrköping-Linköping stadsteater |
| 1972 |                            | Press-stopp Sven Wernström                                                   | Riber Björkman        | Norrköping-Linköping stadsteater |
| 1980 | Fedra                      | Till Fedra Per Olov Enquist                                                  | Gunilla Berg          | Stockholms stadsteater           |
| 1991 | Lotten Agnes               | Minns du den stad Per Anders Fogelström                                      | Johan Bergenstråhle   | Stockholms stadsteater           |
| 1993 | Marina                     | Onkel Vanja (Дядя Ваня, Djadja Vanja) Anton Tjechov                          | Joachim Siegård       | Boulevardteatern                 |
| 1996 | Beauty                     | 900 Oneonta Street David Beaird                                              | Gustaf Elander        | Stockholms stadsteater           |
| 1999 | Evelyn Thomas              | Enligt Amy David Hare                                                        | Jonas Cornell         | Stockholms stadsteater           |
| 2001 | Madame Queuleu, hembiträde | Tillbaka till öknen Bernard-Marie Koltès                                     | Staffan Valdemar Holm | Dramaten                         |
| 2002 | Marina                     | Morbror Vanja (Дядя Ваня, Djadja Vanja) Anton Tjechov                        | Thommy Berggren       | Stockholms stadsteater           |
| 2014 | fru Lydia Billgren         | Moster Malvina Anne Charlotte Leffler                                        | Mathias Lafolie       | Strindbergs Intima Teater        |
| 2017 |                            | Stilla liv Lars Norén                                                        | Lars Norén            | Dramaten                         |

## Radioteater

### Roller
| År   | Roll              | Produktion                                    | Regi               |
| ---- | ----------------- | --------------------------------------------- | ------------------ |
| 1955 | Marianne Lindberg | Hillman och de tre ingenjörerna Folke Mellvig | Carl-Otto Sandgren |
| 1993 | Kajsa Hillman     | Hillmans gamle vän Folke Mellvig              | Anders Levelius    |